# Sint-Andries

Sint-Andries é uma vila e uma deelgemeente do município de Bruges na provincia belga de Flandres Ocidental. Em 1 de Janeiro de 2006, a vila tinha 20.130 habitantes e 20,165 km².
O estádio  Estádio Jan Breydel, onde as equipas de futebol Club Brugge K.V. e  Cercle Brugge K.S.V. jogam ficam nesta localidade.
Nas proximidades existem alguns castelos feitos de madeira.